# علی پاشا نوری اسفندیاری
علی پاشا نوری اسفندیاری سیاست‌مدار ایرانی بود، که در دوره بیست و چهارم مجلس شورای ملی به عنوان نماینده نور از استان مازندران  در مجلس شورای ملی حضور داشت.